# Curtis T. McMullen
Curtis T McMullen (nascut el 21 de maig de 1958) és professor de matemàtiques a la Universitat Harvard.

## Biografia
Va rebre la Medalla Fields en 1998 pel treball realitzat durant la seva carrera i, particularment, pel seu treball en dinàmiques complexes. Es va graduar en 1980 en el Williams College i es va doctorar en 1985 a la Universitat Harvard, sent supervisat per Dennis Sullivan.

## Obres destacades
- McMullen, Curtis T. Complex Dynamics and Renormalization. 135.  Princeton, NJ: Princeton University Press, 1994. ISBN 0-691-02982-2.
- McMullen, Curtis T. Renormalization and 3-Manifolds which Fiber over the Circle. 142.  Princeton, NJ: Princeton University Press, 1996. ISBN 0-691-01153-2.